# Электропоезд серии E3 сети Синкансэн
Электропоезд серии E3 сети Синкансэн — электропоезда, строящиеся для японской сети высокоскоростных железных дорог Синкансэн с 1997 года.
Электропоезда серии E3 строились к открытию новой линии Акита-синкансэн. Данная линия была перешита с традиционной японской колеи 1067 мм на стандартную колею 1435 мм, но при перешивке не изменялся габарит приближения строений. В связи с этим кузов серии E3 выполнен с учётом габарита подвижного состава линий 1067 мм.
Первоначально было лишь 5 поездов, к концу 1998 года было готов ещё один. В общей сложности на конец 2005 года эксплуатируется 26 составов серии E3.
Три состава серии E3 сформированы из семи вагонов. Они используются совместно с поездами 400-й серии на Ямагата-синкансэн.
Двенадцать новых семи вагонных поездов планируется пустить в работу на Ямагата-синкансэн в декабре 2008 года, к летнему сезону 2009 года полностью заменив устаревшую 400-ю серию.